# Conor Washington
Conor James Washington (Kent, 18 de maio de 1992) é um futebolista norte-irlandês que atua como atacante. Atualmente joga pelo Derby County.

## Carreira
Conor Washington fez parte do elenco da Seleção Norte-Irlandesa de Futebol da Eurocopa de 2016.